# Gabriel Cyphre
Gabriel Cyphre (bürgerlich Gabriele Argento; * 15. Mai 1990 in Italien) ist ein italienischer Sänger. Er ist für sein androgynes Auftreten und seine Aktivität auf verschiedenen sozialen Netzwerken bekannt. Er selbst beschreibt Gabriel Cyphre als eine Figur, die er erschaffen hat, um sich musikalisch auszudrücken. Das Thema der Dualität und der gespaltenen Persönlichkeit schlägt sich häufig in seiner Musik nieder.

## Musikkarriere

### 2009–2013:Master of Madness
Bereits 2009 veröffentlichte Cyphre eigene Songs auf der Videoplattform YouTube und auf Myspace, darunter auch Songs, die später auf Extended Plays veröffentlicht wurden. Seine erste kommerzielle Veröffentlichung war die Single Beauty Criminal und kurz darauf folgte seine erste EP Mr Dangerous. In den folgenden Jahren veröffentlichte er weitere eigene Songs im Internet und coverte Lieder von Künstlern, die ihn inspirieren, darunter Kerlis Zero Gravity und Marilyn Mansons The Nobodies. Außerdem kündigte sein erstes Studioalbum an, das sich von seinem ursprünglichen Stil abheben würde. Die Singleauskopplung Borderline erschien am 8. Juni 2012 und setzt sich thematisch mit der Borderline-Persönlichkeitsstörung und der Identitätsfindung auseinander. Im September desselben Jahres erschien ein begleitendes Musikvideo. Am 3. Januar 2013 erschien sein erstes Album mit dem Titel Master of Madness. Es enthielt insgesamt 16 Lieder, wovon zwei bereits erschienen sind; das Lied Beauty Victim ist eine Neuaufnahme des Songs Beauty Criminal, welches bereits 2011 erschien. Das Lied Dancing With My Heart erschien ebenfalls bereits 2011 auf der EP Mr Dangerous. Ein Musikvideo für den Song I’m a Big Sick Star wurde kurz nach dem Album veröffentlicht.
Im Mai 2013 veröffentlichte er die Single Children of Madness und ein begleitendes Lyric-Video. Der Song sollte ein Dankeschön für die Fans sein, die er als seine „Children of Madness“ (dt. Kinder des Wahnsinns) bezeichnet. Des Weiteren kündigte er an, sein nächstes Album werde düsterer sein und mehr auf Screaming-Elemente setzen. Um seinen Fans die neue Stilrichtung zu zeigen, veröffentlichte er im Oktober 2013 eine weitere Single mit dem Titel The Slender Man Song, welche sich thematisch mit dem Internetphänomen Slender Man auseinandersetzt und den Mythos weiterspinnt, indem er behauptet, Slender Man hätte seinen Sohn und sein Gesicht in einem Feuer verloren und sei nun im Wald auf der Suche nach seinem Sohn.

### 2014–2015:Rainbow On the Fallen Skylands
Am 27. März kam sein zweites Studioalbum mit dem Titel Rainbow On the Fallen Skylands heraus. Der Titel ist inspiriert von einer Welt ohne schlechte Dinge, ohne Geld, ohne Kriege und stellt eine Art Paradies dar. Cyphres Aussage mit dem Album soll alle Menschen zusammenbringen und somit alle Farben des Regenbogens abbilden. Cyphre beschrieb das Album selbst als Metalcore-, Gothic- und zum Teil Dubstep-Musik. Am selben Tag erschien außerdem sein Musikvideo zu dem Song Deliver Me From Pain. Im März 2014 hat er seinen eigenen Online-Merchandise-Shop eröffnet, wo er T-Shirts und andere Kleidungsartikel verkauft, die von ihm selbst entworfen und designt wurden.

### 2016:Creepypasta
Am 3. Juni 2016 erschien sein drittes Album mit dem Titel Creepypasta, What Doesn't Kill You Makes You Wanna Die, kurz auch nur Creepypasta. Der Titel steht für die sogenannten Creepypastas, Horror- und Gruselgeschichten, die über das Internet verbreitet werden. In den Liedern werden unter anderem bekannte Figuren aus diesem Universum aufgegriffen, wie zum Beispiel der Slender Man, Jeff the Killer und Laughing Jack. Cyphre beschreibt die Genres des Albums als Metal, Rock, Orchester, Akustik und Keltische Musik, und behauptet, dass die Lieder größtenteils in einem verlassenen Haus aufgenommen wurden und einer mitten in der Nacht im Wald. Der CD-Version des Albums liegt außerdem ein Videospiel im 8-bit-Stil bei, welches den Titel The White Ender Curse trägt und mit dem RPG Maker erstellt wurde.

### 2017–2020:Memento Mori
Im Januar 2017 erschien die Single Death is not an Escape mit einem dazugehörigen Musikvideo. Das Lied wurde von dem Videospiel Dead by Daylight inspiriert und das Musikvideo enthält mehrere Szenen aus dem Spiel. Im April desselben Jahres folgte die Single Lightless Glory, die von dem Videospiel Outlast 2 inspiriert wurde; das dazugehörige Musikvideo enthält ebenfalls Szenen aus dem Spiel. Im Songtext wurden einige Zitate aus der Bibel verwendet. Im Juni 2017 folgte die Single Of Flesh and Agony, welche ebenfalls von einem Musikvideo begleitet wurde. Das Lied ist inspiriert von dem Videospiel Agony. Am 3. September 2017 erschien die Single In the Shadow of War, welches einen Tribut an Tolkiens Welt „Mittelerde“ darstellt. Die letzten drei Singles sind Teil von Cyphres viertem Studioalbum Memento Mori, das am 23. Mai 2018 erschien.
Nach der Veröffentlichung des Albums konzentrierte sich Cyphre auf das Schreiben von neuen Songs für das nächste Album. In der Zwischenzeit veröffentlichte er zahlreiche Coversongs und eigene Lieder als Singles. 2018 erschienen Coverversionen von Zombie von The Cranberries, Right Here in My Arms von HIM, Long Hard Road out of Hell von Marilyn Manson und Numb von Linkin Park. Eigene Lieder waren unter anderem eine Fortsetzung zu dem 2013 erschienenen The Slender Man Song mit dem Titel Slender Man the Arrival sowie Tribute an bekannte Horrorfilme wie Halloween, Evil Has A Mask und Krampus' Christmas. 2019 folgten Coverversionen von Monsoon von Tokio Hotel, Poison von Alice Cooper, Duality von Slipknot und The Beautiful People von Marilyn Manson. Im Jahr 2020 veröffentlichte er Coversongs von Dreamer von Ozzy Osbourne, Blitzkrieg von Deathstars, Join Me in Death von HIM und Heroes von David Bowie. Im selben Jahr veröffentlichte er auch das Lied Coronavirus, worin er Bezug auf die COVID-19-Pandemie nimmt und Rassismus kritisiert.

### 2021–heute:Why so Serious
Cyphres fünftes Album mit dem Titel Why so Serious nimmt Bezug auf die Comicfigur Joker und soll am 13. Oktober 2021 erscheinen. Die Produktions-, Copyright- und Vertriebskosten für das Album betrugen 21.500,00 €.

## Stil
Cyphre schreibt und produziert seine Songs selbst und verbindet dabei Electronic-, Dance- und Rockmusik. Einige seiner Songs enthalten auch Screamo-Elemente. Inhaltlich dreht es sich häufig um seinen „eigenen Wahnsinn, seine verrückte Wahrnehmung des Lebens und all den Emotionen“. In einem Radiointerview im Oktober 2009 nannte Cyphre Künstler, die ihn und seine Musik inspirieren, darunter David Bowie, Marilyn Manson, Alice Cooper und Cradle of Filth.

## Diskografie

### Studio-Alben
| Jahr | Album-Informationen                                                                                             |
| ---- | --- |
| 2013 | Master of Madness - Debüt-Studioalbum - Erscheinungsdatum: 3. Januar 2013 - Formate: CD, Download               |
| 2014 | Rainbow On the Fallen Skylands - Zweites Studioalbum - Erscheinungsdatum: 27. März 2014 - Formate: CD, Download |
| 2016 | Creepypasta - Drittes Studioalbum - Erscheinungsdatum: 3. Juni 2016 - Formate: CD, Download                     |
| 2018 | Memento Mori - Viertes Studioalbum - Erscheinungsdatum: 23. Mai 2018 - Formate: CD, Download                    |
| 2021 | Why so Serious - Fünftes Studioalbum - Erscheinungsdatum: 13. Oktober 2021 - Formate: Download                  |

### Extended Plays
| Jahr | Album-Informationen                                                         |
| ---- | --------------------------------------------------------------------------- |
| 2011 | Mr Dangerous EP - Erscheinungsdatum: 2011 - Formate: CD, Download           |
| 2014 | Become as One - Erscheinungsdatum: 24. Oktober 2014 - Formate: CD, Download |

### Singles
| Jahr | Titel                                                                           | Album             |
| ---- | ------------------------------------------------------------------------------- | ----------------- |
| 2011 | Beauty Criminal - Erscheinungsdatum: 2011 - Formate: CD, Download               | –                 |
| 2011 | Mr Dangerous - Erscheinungsdatum: 13. Juni 2011 - Formate: CD, Download         | Mr Dangerous EP   |
| 2012 | Borderline - Erscheinungsdatum: 8. Juni 2012 - Formate: CD, Download            | Master of Madness |
| 2013 | Children of Madness - Erscheinungsdatum: 15. Mai 2013 - Formate: Download       | –                 |
| 2013 | The Slender Man Song - Erscheinungsdatum: 20. Oktober 2013 - Formate: Download  | Creepypasta       |
| 2015 | The Creeper - Erscheinungsdatum: 5. Mai 2015 - Formate: Download                | –                 |
| 2015 | Vintage Vengeance - Erscheinungsdatum: 21. Dezember 2015 - Formate: Download    | –                 |
| 2017 | Death Is Not An Escape - Erscheinungsdatum: 24. Januar 2017 - Formate: Download | –                 |
| 2017 | Lightless Glory - Erscheinungsdatum: 23. April 2017 - Formate: Download         | Memento Mori      |
| 2017 | Of Flesh and Agony - Erscheinungsdatum: 1. Juni 2017 - Formate: Download        | Memento Mori      |
| 2017 | In The Shadow of War - Erscheinungsdatum: 3. September 2017 - Formate: Download | Memento Mori      |

### Musikvideos
| Jahr | Titel                                                            | Regisseur      | Album                          |
| ---- | ---------------------------------------------------------------- | -------------- | ------------------------------ |
| 2012 | Borderline - Erscheinungsdatum: 22. September 2012               | Gabriel Cyphre | Master of Madness              |
| 2013 | I’m a Big Sick Star - Erscheinungsdatum: 12. Januar 2013         | Gabriel Cyphre | Master of Madness              |
| 2014 | Deliver Me From Pain - Erscheinungsdatum: 27. März 2014          | Gabriel Cyphre | Rainbow On the Fallen Skylands |
| 2014 | Become as One - Erscheinungsdatum: 26. Oktober 2014              | Gabriel Cyphre | Become as One                  |
| 2016 | Jeff The Killer Smiles Forever - Erscheinungsdatum: 3. Juni 2016 | Gabriel Cyphre | Creepypasta                    |
| 2017 | Death Is Not An Escape - Erscheinungsdatum: 23. Januar 2017      | Gabriel Cyphre | –                              |
| 2017 | Lightless Glory - Erscheinungsdatum: 22. April 2017              | Gabriel Cyphre | Memento Mori                   |
| 2017 | Of Flesh and Agony - Erscheinungsdatum: 1. Juni 2017             | Gabriel Cyphre | Memento Mori                   |
| 2017 | In The Shadow of War - Erscheinungsdatum: 3. September 2017      | Gabriel Cyphre | Memento Mori                   |
| 2018 | Slender Man The Arrival - Erscheinungsdatum: 10. August 2018     | Gabriel Cyphre | –                              |
| 2020 | Coronavirus - Erscheinungsdatum: 13. März 2020                   | Gabriel Cyphre | –                              |